# Filmpublicisternas förening
Filmpublicisternas förening är en svensk ideell förening grundad 1937. Föreningen har till syfte att vara en mötesplats för personer som professionellt eller av intresse är engagerade i film.
Filmpublicisternas förening delar varje år ut flera utmärkelser:
- Filmpennan har delats ut årligen sedan 1962 och går till förtjänta filmskribenter. 1974 kompletterades priset med Hederspennan som delas ut mer sporadiskt.
- Filmtuppen/PR-tuppen med stipendium delas ut årligen sedan 1986 och går till en marknadsförare inom film eller video.
- Årets översättare delas ut med ojämna mellanrum sedan 1992 och går till en duktig filmöversättare.
- Årets filmpar delas ut årligen sedan 1992 till två skådespelare eller andra parhästar i filmbranschen som under året gjort ett starkt intryck.
- En särskild utblick har delats ut årligen sedan 2018.

Föreningen ger även ut Filmpublicisternas katalog årligen.